# Neurotmeta litoralis
Neurotmeta litoralis är en insektsart som beskrevs av Ronald Gordon Fennah 1945. Neurotmeta litoralis ingår i släktet Neurotmeta och familjen Tropiduchidae. Inga underarter finns listade i Catalogue of Life.